# Xerophloea majesta
Xerophloea majesta är en insektsart som beskrevs av Lawson 1931. Xerophloea majesta ingår i släktet Xerophloea och familjen dvärgstritar. Inga underarter finns listade i Catalogue of Life.